# Neoitamus hyalipennis
Neoitamus hyalipennis là một loài ruồi trong họ Asilidae. Neoitamus hyalipennis được Ricardo miêu tả năm 1913. Loài này phân bố ở miền Australasia.